# Odile Dossou-Guèdègbé
Odile Viliho Dossou, épouse Guèdègbé, est une géographe béninoise, enseignante-chercheuse et la première femme professeure titulaire en aménagement du territoire au Bénin. Elle devient, en 2017, doyenne de la faculté des sciences humaines et sociales de l'Université d'Abomey-Calavi.

## Biographie

### Éducation
Odile Dossou dispose d'un doctorat en géographie et gestion de l'environnement à la chaire Unesco de la Faculté des Lettres, Arts et Sciences humaines (FLASH) à l'Université d'Abomey-Calavi. Elle a aussi une certification en foresterie.

### Parcours professionnel
En juillet 2016, elle obtient le titre de professeure titulaire après avoir été pendant 4 ans, Maître de Conférence des Universités du CAMES. Elle devient ainsi la première femme professeure titulaire du Département de Géographie et d’aménagement du territoire (DGAT), de la FLASH à l’Université d’Abomey-Calavi. Elle est aussi la première femme vice-doyenne à la FLASH.
Doyen de la FASHS à l'Université d'Abomey-Calavi en 2017, elle est renommée au même poste par le gouvernement de Patrice Talon, en janvier 2019. Elle est également la directrice fondatrice du Laboratoire d’aménagement du territoire, d’environnement et de développement durable au département de géographie dans sa faculté. En outre, elle intervient en  évaluation environnementale dans les cours en ligne de l'Institut de la Francophonie pour le Développement Durable (IFDD).